# پیتر کاوزر
پیتر کاوزر (انگلیسی: Peter Kauzer؛ زادهٔ ۸ سپتامبر ۱۹۸۳) ورزشکار اهل اسلوونی است.
وی در مسابقات کشوری و بین‌المللی در مجموع برندهٔ ۱۰ مدال طلا، ۶ مدال نقره، ۶ مدال برنز شده‌است.